# Прапор Макарівського району
Прапор Мака́рівського райо́ну — офіційний символ Макарівського району Київської області нарівні з гербом та гі́мном району.
Затверджений 10 квітня 2003 р. рішенням № 89 VII сесії Макарівської районної ради XXIV скликання. Автори проекту — історик В. Обухівський і художник А. Марчук.

## Опис
Прямокутне полотнище зі співвідношенням сторін 2:3 складається з трьох горизонтальних смуг — зеленої, синьої, жовтої — у співвідношенні 9:2:9. На фон прапора може накладатися щит герба.